# Marsdenia kebarensis
Marsdenia kebarensis är en oleanderväxtart som beskrevs av P.I. Forster. Marsdenia kebarensis ingår i släktet Marsdenia och familjen oleanderväxter. Inga underarter finns listade i Catalogue of Life.